# Colombia op de Olympische Spelen
Colombia is een van de landen die deelneemt aan de Olympische Spelen. Colombia debuteerde op de Zomerspelen van 1932, hierna ontbrak het alleen op de Spelen van 1952. Hun debuut op de Winterspelen was 78 jaar later in 2010.
Parijs 2024 was voor Colombia voor de 21e deelname aan de Zomerspelen, in 2022 voor de derde keer deelgenomen aan de Winterspelen.

## Medailles en deelnames
Er werden er 38 behaald, alle op de Zomerspelen. Deze werden in acht olympische sporten behaald. De 'succesvolste' deelnemer is BMX'ster Mariana Pajón die tweemaal goud en eenmaal zilver won, ze werd hiermee op de Spelen van 2020 tevens de 'succesvolste' olympiër in deze sportdiscipline. Daarnaast wonnen zeven deelnemers ieder twee medailles. Atlete Caterine Ibargüen en gewichtheffer Óscar Figueroa wonnen goud en zilver, schutter Helmut Bellingrodt won tweemaal zilver, gewichtheffer Luis Javier Mosquera en judoka Yuri Alvear beide zilver en brons en BMX'er Carlos Ramírez en worstelaarster Jaqueline Rentería beide tweemaal brons.

### Overzicht
De tabel geeft een overzicht van de jaren waarin werd deelgenomen, het aantal gewonnen medailles en de eventuele plaats in het medailleklassement.
| Zomerspelen | Zomerspelen | Zomerspelen | Zomerspelen | Zomerspelen | Zomerspelen |        | Winterspelen | Winterspelen | Winterspelen | Winterspelen | Winterspelen | Winterspelen |
| Jaar        | Goud        | Zilver      | Brons       | Totaal      | Rang        | Jaar   | Goud         | Zilver       | Brons        | Totaal       | Rang         |              |
| 1932        | 0           | 0           | 0           | 0           | -           | 1932   | -            | -            | -            | -            | -            |              |
| 1936        | 0           | 0           | 0           | 0           | -           | 1936   | -            | -            | -            | -            | -            |              |
| 1948        | 0           | 0           | 0           | 0           | -           | 1948   | -            | -            | -            | -            | -            |              |
| 1952        | -           | -           | -           | -           | -           | 1952   | -            | -            | -            | -            | -            |              |
| 1956        | 0           | 0           | 0           | 0           | -           | 1956   | -            | -            | -            | -            | -            |              |
| 1960        | 0           | 0           | 0           | 0           | -           | 1960   | -            | -            | -            | -            | -            |              |
| 1964        | 0           | 0           | 0           | 0           | -           | 1964   | -            | -            | -            | -            | -            |              |
| 1968        | 0           | 0           | 0           | 0           | -           | 1968   | -            | -            | -            | -            | -            |              |
| 1972        | 0           | 1           | 2           | 3           | 31          | 1972   | -            | -            | -            | -            | -            |              |
| 1976        | 0           | 0           | 0           | 0           | -           | 1976   | -            | -            | -            | -            | -            |              |
| 1980        | 0           | 0           | 0           | 0           | -           | 1980   | -            | -            | -            | -            | -            |              |
| 1984        | 0           | 1           | 0           | 1           | 33          | 1984   | -            | -            | -            | -            | -            |              |
| 1988        | 0           | 0           | 1           | 1           | 46          | 1988   | -            | -            | -            | -            | -            |              |
| 1992        | 0           | 0           | 1           | 1           | 54          | 1992   | -            | -            | -            | -            | -            |              |
| 1996        | 0           | 0           | 0           | 0           | -           | 1994   | -            | -            | -            | -            | -            |              |
| 2000        | 1           | 0           | 0           | 1           | 50          | 1998   | -            | -            | -            | -            | -            |              |
| 2004        | 0           | 0           | 2           | 2           | 68          | 2002   | -            | -            | -            | -            | -            |              |
| 2008        | 0           | 2           | 1           | 3           |             | 2006   | -            | -            | -            | -            | -            |              |
| 2012        | 1           | 3           | 5           | 9           |             | 2010   | 0            | 0            | 0            | 0            | -            |              |
| 2016        | 3           | 2           | 3           | 8           | 22          | 2014   | -            | -            | -            | -            | -            |              |
| 2020        | 0           | 4           | 1           | 5           | 66          | 2018   | 0            | 0            | 0            | 0            | -            |              |
| 2024        | 0           | 3           | 1           | 4           | 66          | 2022   | 0            | 0            | 0            | 0            | -            |              |
| Totaal      | 5           | 16          | 17          | 38          |             | Totaal | 0            | 0            | 0            | 0            |              |              |
| Tot. Z+W    | 5           | 16          | 17          | 38          |             |        |              |              |              |              |              |              |

2008: van oorspronkelijk 0-1-1 aangepast naar 0-2-1
2012: van oorspronkelijk 1-3-4 aangepast naar 1-3-5

### Per deelnemer
| Editie | Sport         | Olympiër             | Onderdeel                      | Medaille |
| ------ | ------------- | -------------------- | ------------------------------ | -------- |
| 1972   | Boksen        | Clemente Rojas       | vedergewicht (m)               | Brons    |
| 1972   | Boksen        | Alfonso Pérez        | lichtgewicht (m)               | Brons    |
| 1972   | Schietsport   | Helmut Bellingrodt   | bewegend doel (m)              | Zilver   |
| 1984   | Schietsport   | Helmut Bellingrodt   | bewegend doel (m)              | Zilver   |
| 1988   | Boksen        | Jorge Julio Rocha    | bantamgewicht (m)              | Brons    |
| 1992   | Atletiek      | Ximena Restrepo      | 400m (v)                       | Brons    |
| 2000   | Gewichtheffen | María Urrutia        | -75 kg (v)                     | Goud     |
| 2004   | Gewichtheffen | Mabel Mosquera       | -53 kg (v)                     | Brons    |
| 2004   | Wielersport   | María Louisa Calle   | puntenkoers                    | Brons    |
| 2008   | Gewichtheffen | Diego Salazar        | -62 kg (m)                     | Zilver   |
| 2008   | Gewichtheffen | Leydi Solís *        | -69 kg (v)                     | *        |
| 2008   | Worstelen     | Jaqueline Rentería   | vrije stijl, -55 kg (v)        | Brons    |
| 2012   | Atletiek      | Caterine Ibargüen    | hink-stap-springen (v)         | Zilver   |
| 2012   | Gewichtheffen | Óscar Figueroa       | -62 kg (m)                     | Zilver   |
| 2012   | Gewichtheffen | Ubaldina Valoyes     | lichtzwaargewicht (-69 kg) (v) | *        |
| 2012   | Judo          | Yuri Alvear          | -70 kg (v)                     | Brons    |
| 2012   | Taekwondo     | Óscar Muñoz Oviedo   | -58 kg (m)                     | Brons    |
| 2012   | Wielersport   | Carlos Oquendo       | bmx race (m)                   | Brons    |
| 2012   | Wielersport   | Mariana Pajón        | bmx race (v)                   | Goud     |
| 2012   | Wielersport   | Rigoberto Urán       | wegwedstrijd (m)               | Zilver   |
| 2012   | Worstelen     | Jaqueline Rentería   | vrij stijl, -55 kg (v)         | Brons    |
| 2016   | Atletiek      | Caterine Ibargüen    | hink-stap-springen (v)         | Goud     |
| 2016   | Boksen        | Yuberjen Martínez    | lichtvlieggewicht (m)          | Zilver   |
| 2016   | Boksen        | Ingrit Valencia      | vlieggewicht (v)               | Brons    |
| 2016   | Gewichtheffen | Óscar Figueroa       | -62 kg (m)                     | Goud     |
| 2016   | Gewichtheffen | Luis Javier Mosquera | –69 kg (m)                     | Brons    |
| 2016   | Judo          | Yuri Alvear          | -70 kg (v)                     | Zilver   |
| 2016   | Wielersport   | Carlos Ramírez       | bmx race (m)                   | Brons    |
| 2016   | Wielersport   | Mariana Pajón        | bmx race (v)                   | Goud     |
| 2020   | Atletiek      | Anthony Zambrano     | 400 m (m)                      | Zilver   |
| 2020   | Atletiek      | Sandra Arenas        | 20 km snelwandelen (v)         | Zilver   |
| 2020   | Gewichtheffen | Luis Javier Mosquera | vedergewicht (-67 kg) (m)      | Zilver   |
| 2020   | Wielrennen    | Carlos Ramírez       | bmx race (m)                   | Brons    |
| 2020   | Wielrennen    | Mariana Pajón        | bmx race (v)                   | Zilver   |

* Deze medailles werden in een later stadium alsnog toegewezen.
Afghanistan · Albanië · Algerije · Amerikaans-Samoa · Amerikaanse Maagdeneilanden · Andorra · Angola · Antigua en Barbuda · Argentinië · Armenië · Aruba · Australië · Azerbeidzjan · Bahama's · Bahrein · Bangladesh · Barbados · België · Belize · Benin · Bermuda · Bhutan · Bolivia · Bosnië en Herzegovina · Botswana · Brazilië · Britse Maagdeneilanden · Brunei · Bulgarije · Burkina Faso · Burundi · Cambodja · Canada · Centraal-Afrikaanse Republiek · Chili · China · Chinees Taipei · Colombia · Comoren · Congo-Brazzaville · Congo-Kinshasa · Cookeilanden · Costa Rica · Cuba · Cyprus · Denemarken · Djibouti · Dominica · Dominicaanse Republiek · Duitsland · Ecuador · Egypte · El Salvador · Equatoriaal-Guinea · Eritrea · Estland · Ethiopië · Fiji · Filipijnen · Finland · Frankrijk · Gabon · Gambia · Georgië · Ghana · Grenada · Griekenland · Groot-Brittannië · Guam · Guatemala · Guinee · Guinee-Bissau · Guyana · Haïti · Honduras · Hongarije · Hongkong · Ierland · IJsland · India · Indonesië · Irak · Iran · Israël · Italië · Ivoorkust · Jamaica · Japan · Jemen · Jordanië · Kaaimaneilanden · Kaapverdië · Kameroen · Kazachstan · Kenia · Kirgizië · Kiribati · Koeweit · Kosovo · Kroatië · Laos · Lesotho · Letland · Libanon · Liberia · Libië · Liechtenstein · Litouwen · Luxemburg · Madagaskar · Malawi · Malediven · Maleisië · Mali · Malta · Marokko · Marshalleilanden · Mauritanië · Mauritius · Mexico · Micronesië · Moldavië · Monaco · Mongolië · Montenegro · Mozambique · Myanmar · Namibië · Nauru · Nederland · Nepal · Nicaragua · Nieuw-Zeeland · Niger · Nigeria · Noord-Korea · Noord-Macedonië · Noorwegen · Oeganda · Oekraïne · Oezbekistan · Oman · Oost-Timor · Oostenrijk · Pakistan · Palau · Palestina · Panama · Papoea-Nieuw-Guinea · Paraguay · Peru · Polen · Portugal · Puerto Rico · Qatar · Roemenië · Rusland · Rwanda · Saint Kitts en Nevis · Saint Lucia · Saint Vincent en de Grenadines · Salomonseilanden · Samoa · San Marino · Saoedi-Arabië · Sao Tomé en Principe · Senegal · Servië · Seychellen · Sierra Leone · Singapore · Slovenië · Slowakije · Somalië · Spanje · Sri Lanka · Soedan · Suriname · Swaziland · Syrië · Tadzjikistan · Tanzania · Thailand · Togo · Tonga · Trinidad en Tobago · Tsjaad · Tsjechië · Tunesië · Turkije · Turkmenistan · Tuvalu · Uruguay · Vanuatu · Venezuela · Verenigde Arabische Emiraten · Verenigde Staten · Vietnam · Wit-Rusland · Zambia · Zimbabwe · Zuid-Afrika · Zuid-Korea · Zuid-Soedan · Zweden · Zwitserland
Historische landen: Bohemen · Bondsrepubliek Duitsland · Brits-Indië · Duitse Democratische Republiek · Joegoslavië · Malaya · Nederlandse Antillen · Noord-Borneo · Noord-Jemen · Saarland · Servië en Montenegro · Sovjet-Unie · Tsjecho-Slowakije · West-Indische Federatie · Zuid-Jemen
Bijzondere deelnames: Onafhankelijke olympische atleten · Vluchtelingenteam 
 Australazië · Duits Eenheidsteam · Gemengd team · Gezamenlijk Team